# Coșcalia
Coșcalia è un comune della Moldavia situato nel distretto di Căușeni di 2.799 abitanti al censimento del 2004.

## Località
Il comune è formato dall'insieme delle seguenti località: (popolazione 2004)
- Coșcalia (2.223 abitanti)
- Florica (300 abitanti)
- Plop (276 abitanti)